# لافايت (نيويورك)
لافايت (بالإنجليزية: LaFayette, New York)‏ هي بلدة أمريكية تقع في الولايات المتحدة في مقاطعة أونونداغا، نيويورك. يقدر عدد سكانها بـ 4,952 نسمة ومساحتها 102.6 كم2 وترتفع عن سطح البحر 365 متر.